# Musisi
Musisi, u Bagandów z Ugandy bóg trzęsienia ziemi, rozgniewany nieposłuszeństwem wiernych bądź lekceważeniem miota się na wszystkie strony powodując trzęsienie ziemi. Musisi uznawany był za syna Wanga i ojca Mukasy.